# Deportes paralímpicos
Los deportes paralímpicos abarcan un amplio rango de deportes para personas con discapacidad que participan en competiciones deportivas a distintos niveles. En el contexto de los Juegos Paralímpicos de Verano y de Invierno, se refiere a las actividades deportivas de alto nivel organizadas como parte del Movimiento Paralímpico mundial. Estos deportes se organizan y se desarrollan bajo la supervisión del Comité Paralímpico Internacional y otras federaciones deportivas internacionales.
Los Juegos Paralímpicos son el máximo exponente de los Deportes Paralímpicos y constituyen un importante evento multideportivo internacional para atletas con discapacidades físicas. En este sentido se incluyen a deportistas con discapacidad motriz, amputaciones, ceguera y parálisis cerebral.

## Organización
El Comité Paralímpico Internacional (CPI) está reconocido a nivel global como la organización que lidera el Movimiento Paralímpico. Ejerce el gobierno directo de nueve deportes y es responsable de los Juegos Paralímpicos y otros eventos deportivos dirigidos a atletas con dispacidad. Otras organizaciones internacionales como la Federación Internacional de Deportes en Silla de Ruedas y de Amputados (IWAS), la Federación Internacional de Deportes para Ciegos (IBSA), la  Federación Internacional de Deportes para Personas con Discapacidad Intelectual (INAS) y la Asociación Internacional de Deportes de Paralíticos Cerebrales (CP-ISRA) gobiernan algunos deportes específicos para determinados grupos de discapacidad.
Además, algunas federaciones internacionales deportivas se hacen cargo de las disciplinas dirigidas a las personas con discapacidad, ya sea formando parte de la federación del deporte convencional en cuestión como la Federación Ecuestre Internacional (FEI), o a través de federaciones específicas como la Federación Internacional de Baloncesto en Silla de Ruedas (IWBF).

## Categorías de discapacidad

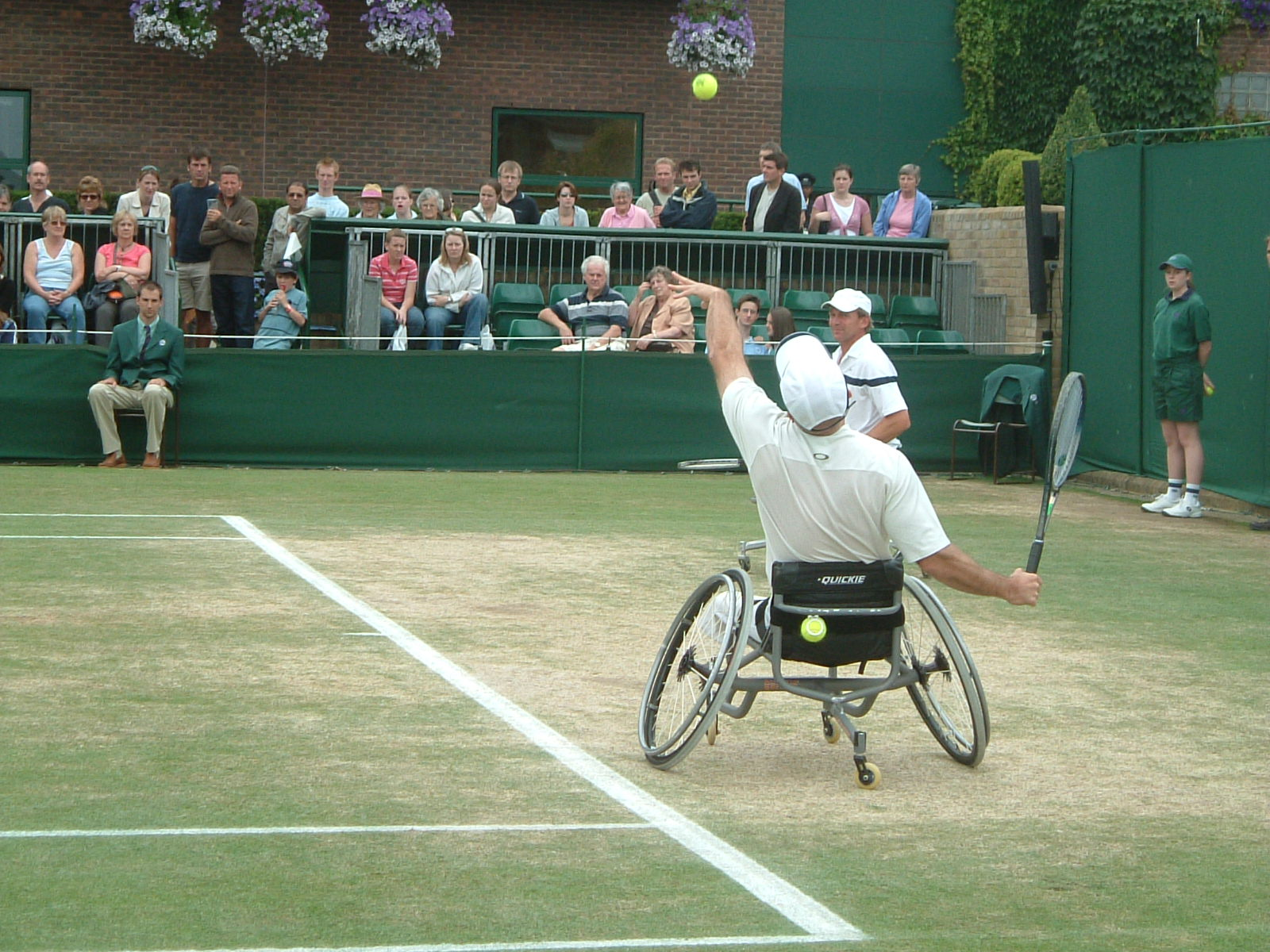
El tenis en silla de ruedas es un deporte paralímpico.

Los atletas que participan en los Juegos Paralímpicos están agrupados en diez categorías, que se basan en diferentes tipos de discapacidad:

### Discapacidad física
Hay ocho tipos de limitaciones físicas reconocidas por el Comité Paralímpico Internacional:
- Limitaciones en la potencia muscular: Las alteraciones en esta categoría tienen en común que la función motora se ve reducida por la contracción de un músculo o grupo de músculos (por ejemplo, los músculos de una extremidad, de una parte del cuerpo o de la mitad inferior del mismo). En esta categoría están incluidos los deportistas que sufren paraplejía y cuadriplejía, distrofia muscular, los efectos de la poliomielitis y espina bífida.
- Alteración de la gama pasiva de movimiento: Reducción sistemática del rango de movimiento de una o más articulaciones. Los trastornos agudos como la artritis no están incluidos.
- Amputación o deficiencia en una o varias extremidades: Amputación total o parcial de los huesos o de las articulaciones debido a una enfermedad, traumatismo, o deficiencia congénita de extremidad.
- Diferencia en la longitud de las piernas: acortamiento óseo significativo producido en una pierna debido a una deficiencia congénita o traumatismo.
- Estatura baja: altura reducida como consecuencia de piernas más cortas de lo habitual, brazos y tronco. Esta limitación tiene su origen en un déficit músculo-esquelético de las estructuras de hueso o cartílago.
- Hipertrofia muscular: aumento anormal de la tensión muscular y disminución de la capacidad de un músculo para estirar. La hipertrofia muscular se puede generar por una lesión, una enfermedad o por condicionantes que involucran el daño al sistema nervioso central (por ejemplo, la parálisis cerebral).
- Ataxia: es un impedimento que consiste en una falta de coordinación de los movimientos musculares (por ejemplo, la parálisis cerebral o la ataxia de Friedreich).
- Atetosis: se caracteriza por movimientos involuntarios, desequilibrados y una dificultad para mantener una postura simétrica (por ejemplo, la parálisis cerebral o la coreoatetosis).

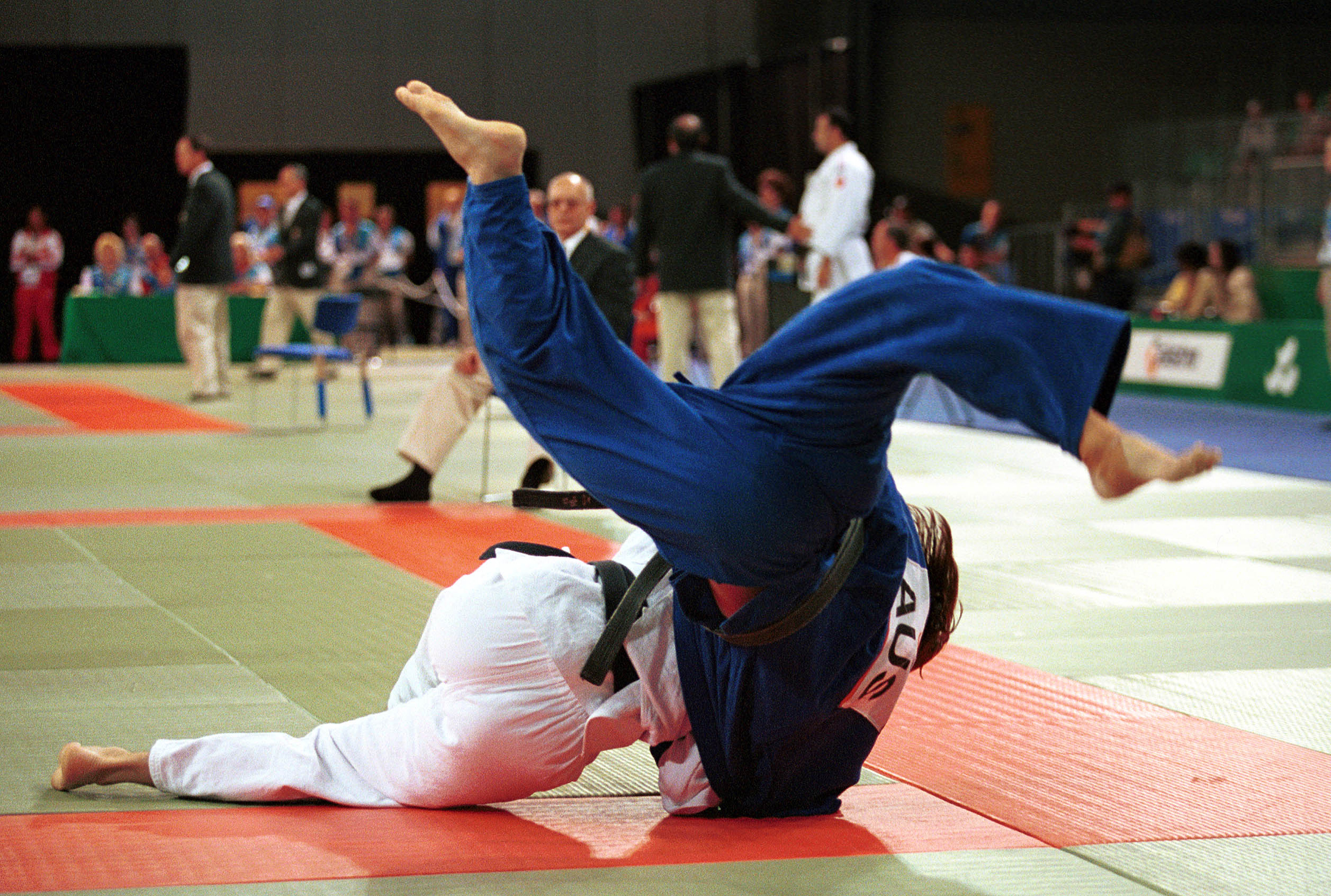
Anthony Clarke coombate contra Ian Rose en los Juegos Paralímpicos de Sídney 2000

### Discapacidad visual
Los atletas con discapacidad visual van desde quienes tienen una visión parcial, suficiente para ser juzgados legalmente como invidentes, hasta quienes sufren una ceguera total. De esta manera se incluye la alteración de uno o más componentes del sistema visual (estructura del ojo, receptores, vía el nervio óptico, y la corteza visual). Los guías visuales para atletas con deficiencia visual son una parte tan íntima y esencial de la competición que el atleta con discapacidad visual y el guía se consideran un equipo. A partir del año 2012, estos guías (junto con los porteros visuales en Fútbol 5 pueden recibir medallas como propias.

### Discapacidad intelectual
Se incluyen a los deportistas con un deterioro significativo en el funcionamiento intelectual y limitaciones asociadas con la conducta adaptativa. El CPI se centra principalmente en los atletas con discapacidades físicas, pero el grupo de discapacitados intelectuales se ha añadido en algunas ediciones de los Juegos Paralímpicos. Únicamente pueden participar los atletas de élite con discapacidad intelectual diagnosticados antes de los 18 años. Cabe destacar que los Juegos Olímpicos Especiales Internacionales, reconocidas por el COI, están abiertos a todas las personas con discapacidad intelectual.

La clasificación de discapacidades determina qué atletas compiten entre sí. Algunos deportes están abiertos a varias categorías de discapacidad, como el ciclismo, mientras que otras especialidades están restringidas a una categoría, como el Fútbol 5. En algunos deportes compiten deportistas de diferentes categorías, pero solo contra adversarios de su misma categoría de discapacidad (por ejemplo, en atletismo). Por su parte, en otras disciplinas se enfrentan atletas de diferentes categorías, como en natación. Habitualmente, los eventos en los Juegos Paralímpicos son nombrados con la categoría de la discapacidad relevante a la que pertenecen.

## Clasificación
Para asegurar que la competición sea justa y equilibrada, todos los deportes paralímpicos tienen un sistema de clasificación a través del cual se garantiza que la victoria de un deportista depende de la habilidad, aptitud, potencia, resistencia, capacidad táctica y concentración mental del mismo, al igual que sucede en los deportes para personas sin discapacidades.
El propósito de la clasificación de los atletas es reducir al mínimo el impacto de las deficiencias en la disciplina deportiva. De esta manera, tener una discapacidad no es suficiente y se debe probar el impacto de la misma en la práctica deportiva. Los criterios de agrupación de los atletas por el grado de limitación para afrontar la actividad deportiva se denominan "Clases deportivas". A través de la clasificación, se determina qué atletas son aptos para competir en un determinado deporte y cómo se agrupan para la competición.

## Juegos Paralímpico de Verano
| Deporte adaptado | Deporte adaptado              | Deporte adaptado              | Discapacidades elegibles | Discapacidades elegibles | Discapacidades elegibles | Paralímpico |
| Deporte adaptado | Deporte adaptado              | Deporte adaptado              | Física                   | Visual                   | Intelectual              | Paralímpico |
| ---------------- | ----------------------------- | ----------------------------- | ------------------------ | ------------------------ | ------------------------ | ----------- |
|                  | Atletismo                     | Atletismo                     | Sí                       | Sí                       | Sí                       | Desde 1960  |
|                  | Bádminton                     | Bádminton                     | Sí                       |                          |                          | Desde 2020  |
|                  | Baloncesto en silla de ruedas | Baloncesto en silla de ruedas | Sí                       |                          |                          | Desde 1960  |
|                  | Bochas                        | Bochas                        | Sí                       |                          |                          | Desde 1984  |
|                  | Ciclismo                      | Ciclismo                      | Sí                       | Sí                       |                          | Desde 1984  |
|                  | Esgrima en silla de ruedas    | Esgrima en silla de ruedas    | Sí                       |                          |                          | Desde 1960  |
|                  | Fútbol 5                      | Fútbol 5                      |                          | Sí                       |                          | Desde 2004  |
|                  | Golbol                        | Golbol                        |                          | Sí                       |                          | Desde 1980  |
|                  | Hípica                        | Hípica                        | Sí                       | Sí                       |                          | Desde 1996  |
|                  | Levantamiento de potencia     | Levantamiento de potencia     | Sí                       |                          |                          | Desde 1964  |
|                  | Natación                      | Natación                      | Sí                       | Sí                       | Sí                       | Desde 1960  |
|                  | Piragüismo                    | Piragüismo                    | Sí                       |                          |                          | Desde 2016  |
|                  | Remo                          | Remo                          | Sí                       | Sí                       |                          | Desde 2008  |
|                  | Rugby en silla de ruedas      | Rugby en silla de ruedas      | Sí                       |                          |                          | Desde 2000  |
|                  | Taekwondo                     | Taekwondo                     | Sí                       |                          |                          | Desde 2020  |
|                  | Tenis de mesa                 | Tenis de mesa                 | Sí                       |                          | Sí                       | Desde 1960  |
|                  | Tenis en silla de ruedas      | Tenis en silla de ruedas      | Sí                       |                          |                          | Desde 1992  |
|                  | Tiro                          | Tiro                          | Sí                       | Sí                       |                          | Desde 1976  |
|                  | Tiro con arco                 | Tiro con arco                 | Sí                       |                          |                          | Desde 1960  |
|                  | Triatlón                      | Triatlón                      | Sí                       | Sí                       |                          | Desde 2016  |
|                  | Voleibol                      | Voleibol                      | Sí                       |                          |                          | Desde 1976  |
|                  | Yudo                          | Yudo                          |                          | Sí                       |                          | Desde 1988  |

| Deporte adaptado | Deporte adaptado   | Deporte adaptado   | Discapacidades elegibles | Discapacidades elegibles | Discapacidades elegibles | Paralímpico          |
| Deporte adaptado | Deporte adaptado   | Deporte adaptado   | Física                   | Visual                   | Intelectual              | Paralímpico          |
| ---------------- | ------------------ | ------------------ | ------------------------ | ------------------------ | ------------------------ | -------------------- |
|                  | Baloncesto DI      | Baloncesto DI      |                          |                          | Sí                       | 2000                 |
|                  | Bolos sobre hierba | Bolos sobre hierba | Sí                       | Sí                       |                          | 1968–1988, 1996      |
|                  | Fútbol 7           | Fútbol 7           | Sí                       |                          |                          | 1984–2016            |
|                  | Dartchery          | Dartchery          | Sí                       |                          |                          | 1960–1980            |
|                  | Halterofilia       | Halterofilia       | Sí                       |                          |                          | 1964–1992            |
|                  | Lucha              | Lucha              |                          | Sí                       |                          | 1980–1984            |
|                  | Snooker            | Snooker            | Sí                       |                          |                          | 1960–1976, 1984–1988 |
|                  | Vela               | Vela               | Sí                       | Sí                       |                          | 2000–2016            |

## Juegos Paralímpico de Invierno
| Deporte adaptado | Deporte adaptado           | Deporte adaptado           | Discapacidades elegibles | Discapacidades elegibles | Discapacidades elegibles | Paralímpico |
| Deporte adaptado | Deporte adaptado           | Deporte adaptado           | Física                   | Visual                   | Intelectual              | Paralímpico |
| ---------------- | -------------------------- | -------------------------- | ------------------------ | ------------------------ | ------------------------ | ----------- |
|                  | Biatlón                    | Biatlón                    | Sí                       | Sí                       |                          | Desde 1988  |
|                  | Curling en silla de ruedas | Curling en silla de ruedas | Sí                       |                          |                          | Desde 2006  |
|                  | Esquí alpino               | Esquí alpino               | Sí                       | Sí                       | Sí                       | Desde 1976  |
|                  | Esquí de fondo             | Esquí de fondo             | Sí                       | Sí                       |                          | Desde 1976  |
|                  | Hockey sobre hielo         | Hockey sobre hielo         | Sí                       |                          |                          | Desde 1994  |
|                  | Snowboard                  | Snowboard                  | Sí                       |                          |                          | Desde 2018  |

| Deporte adaptado | Deporte adaptado           | Deporte adaptado           | Discapacidades elegibles | Discapacidades elegibles | Discapacidades elegibles | Paralímpico          |
| Deporte adaptado | Deporte adaptado           | Deporte adaptado           | Física                   | Visual                   | Intelectual              | Paralímpico          |
| ---------------- | -------------------------- | -------------------------- | ------------------------ | ------------------------ | ------------------------ | -------------------- |
|                  | Carrera de trineo en hielo | Carrera de trineo en hielo | Sí                       |                          |                          | 1980–1988, 1994–1998 |